# 慢光
慢光現象是一光脈衝或光的其他調變模式在介質中以相當低的群速度傳播。產生此現象的原因是光脈衝與介質發生交互作用。
1998年，丹麥物理學家琳恩·豪帶領哈佛大學與羅蘭科學研究所的共同研究團隊，將光脈衝群速度降至每秒17米。 2004年，加州柏克萊大學的研究人員則將穿過半導體的光降速至每秒9.7公里。爾後，Hau成功將光脈衝完全停下來，並創造出能將光停下及之後一段時間再重啟傳播的方法。 此方法有機會用於開發出節能的計算機。
2005年，IBM以標準材料製作出能將光降速的微晶片，進而有望將來在商業上使用。